# Авірон Байонне (регбійний клуб)
Авірон Байонне (фр. Aviron bayonnais) — французький регбійний клуб, який виступає у вищому дивізіоні національного чемпіонату — Топ 14. Команда, заснована в 1904 році, є триразовим чемпіоном Франції (1913, 1934, 1943). Колектив проводить домашні матчі на стадіоні Стад Жан-Доже в Байонні, арена здатна вмістити 16 934 глядачів. Авірон представляє департамент Атлантичні Піренеї і має тісні зв'язки з баскською спільнотою Франції.

## Історія
Клуб було засновано в 1904 році, а вже в 1913 Авірон став фіналістом чемпіонату Франції. Суперником новачка став клуб СЦУФ, який програв колективу з Байонни з рахунком 8:31 на стадіоні Ів дю Мануар. У період Першої світової війни чемпіонат було припинено. Команди продовжили змагатися в турнірі Куп де л'Есперанс, що проводився протягом чотирьох сезонів. Учасником останнього фіналу став Авірон, який поступився опонентам з Тарба з мінімальною різницею (3:4).
Після війни знову почато проводити чемпіонат Франції. Байонне спробували отримати титул ще в 1922 році. Команда зустрілася у фіналі з Тулузою, яка програла минулорічний фінал і жадала компенсувати свою невдачу. В результаті, команді з Тулузи так і вдалось досягти бажаного під час матчу на стадіоні Руте дю Медок в Ле-Буске (6:0). Суперники зустрілися і в головному матчі наступного сезону. Тулуза знову здобула перемогла Авірон — 3:0.
У середині 1930-х років Авірон вважався однією з найсильніших команд країни. У 1934 році команда виграла другий щит Бреннуса, обігравши Біарріц Олімпік (13:8) в Тулузі. Відновлення бажаного статусу чемпіона Франції тривало понад двадцять років. У 1936 році команді підкорився приз турніру Шаленж Ів дю Мануар, в фіналі якого Авірон здолав Перпіньян. Крім того, регбісти Байонна двічі зіграли у фіналі французького чемпіонату в 1940-х. Якщо в 1943 році клуб виграв у команди Ажен на стадіоні Парк де Пренс, то через рік колектив не зміг відстояти титул і програв збірній Перпіньян.
Після цього команда протягом довгого часу залишалася осторонь від ключових матчів французького регбі. Лише в 1980 році клуб зміг вдруге виграти Шаленж Ів дю Мануар(перемога над Безьє Еро) (16:10), а через два роки регбісти вийшли у фінал чемпіонату, але програли матч проти Ажен(9:18). Останнім на даний момент досягненням Авірона є перемога в турнірі Кубок Андре Мога в сезоні 1995 року.

## Досягнення
Топ 14
- Чемпіон: 1913, 1934, 1943
- Фіналіст: 1922, 1923, 1944, 1982

Шаленж Ів дю Мануар
- Переможець: 1936, 1980

Шаленж де л'Есперанс
- Переможець: 1919

Кубок Андре Мога
- Чемпіон: 1995

## Фінальні матчі

### Чемпіонат Франції з регбі/Топ 14

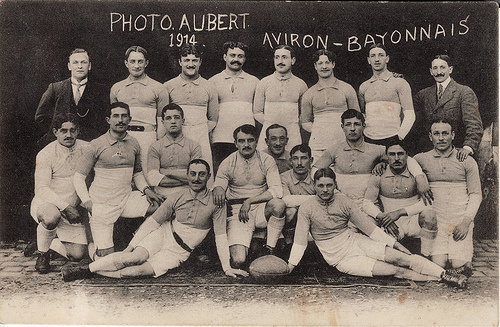
Команда в 1914 році.

| Дата             | Чемпіон        | Фіналіст        | Результат | Стадіон                  | Вболівальники |
| 20 квітня 1913   | Авірон Байонне | СЦУФ            | 31:8      | Ів дю Мануар, Коломб     | 20 000        |
| 23 квітня 1922   | Тулуза         | Авірон Байонне  | 6:0       | Рю де Медок, Ле-Буске    | 20 000        |
| 13 травня 1923   | Тулуза         | Авірон Байонне  | 3:0       | Ів дю Мануар, Коломб     | 15 000        |
| 13 травня 1934   | Авірон Байонне | Біарріц Олімпік | 13:8      | Стад де Пон Жюмо, Тулуза | 18 000        |
| 21 березня 1943  | Авірон Байонне | Ажен            | 3:0       | Парк де Пренс, Париж     | 28 000        |
| 26 марта 1944 г. | Перпіньян      | Авірон Байонне  | 20:5      | Парк де Пренс, Париж     | 35 000        |
| 29 мая 1982 г.   | Ажен           | Авірон Байонне  | 18:9      | Парк де Пренс, Париж     | 41 165        |

### Шаленж Ів дю Мануар
| Рік  | Переможець     | Результат | Фіналіст  |
| ---- | -------------- | --------- | --------- |
| 1936 | Авірон Байонне | 9:3       | Перпіньян |
| 1980 | Авірон Байонне | 16:10     | Безьє Еро |

### Куп де Л'Есперанс
| Рік  | Переможець | Результат | Фіналіст       |
| ---- | ---------- | --------- | -------------- |
| 1919 | Тарб       | 4:3       | Авірон Байонне |

## Сезон 2016/17 Топ 14
| \| \| 2016–17 Топ 14 таблиця \| watch · edit · discuss \| |                        |                        |          |       |         |         |            |                     |          |             |                |                 |      |
| | Клуб                   | Розіграних             | Виграних | Нічия | Програш | Бали за | Бали проти | Різниця балів Diff. | Проби за | Проби проти | Здобуті бонуси | Втрачені бонуси | Бали |
| 1 | Атлантик Стад Рошель   | 17                     | 10       | 3     | 4       | 439     | 313        | +126                | 42       | 24          | 5              | 3               | 54   |
| 2 | АСМ Клермон Овернь     | 17                     | 10       | 3     | 4       | 497     | 351        | +146                | 52       | 36          | 5              | 2               | 53   |
| 3 | Монпельє Еро           | 17                     | 10       | 0     | 7       | 434     | 378        | +56                 | 38       | 33          | 3              | 3               | 46   |
| 4 | Кастр                  | 17                     | 9        | 1     | 7       | 438     | 347        | +91                 | 42       | 27          | 3              | 2               | 43   |
| 5 | Тулон                  | 17                     | 8        | 1     | 8       | 408     | 363        | +45                 | 37       | 35          | 4              | 4               | 42   |
| 6 | Тулуза                 | 17                     | 9        | 0     | 8       | 348     | 333        | +15                 | 32       | 24          | 2              | 4               | 42   |
| 7 | Бордо-Бегль            | 17                     | 8        | 1     | 8       | 397     | 388        | +9                  | 33       | 34          | 1              | 4               | 39   |
| 8 | Сексьйон Палуаз        | 16                     | 8        | 0     | 8       | 366     | 395        | –29                 | 35       | 36          | 1              | 4               | 37   |
| 9 | Брів Коррез            | 17                     | 8        | 1     | 8       | 366     | 414        | -48                 | 24       | 37          | 0              | 2               | 36   |
| 10 | Рейсінг                | 16                     | 8        | 1     | 7       | 350     | 349        | –1                  | 34       | 30          | 2              | 0               | 36   |
| 11 | Стад Франсе            | 17                     | 7        | 1     | 9       | 397     | 431        | –34                 | 38       | 39          | 2              | 2               | 34   |
| 12 | Ліон                   | 16                     | 6        | 2     | 8       | 325     | 361        | –36                 | 24       | 26          | 2              | 3               | 33   |
| 13 | Гренобль               | 16                     | 4        | 0     | 13      | 392     | 537        | –145                | 37       | 49          | 1              | 6               | 23   |
| 14 | Авірон Байонне         | 16                     | 4        | 2     | 10      | 256     | 453        | –197                | 18       | 47          | 0              | 0               | 16   |
| Якщо команди знаходяться на одному рівні в таблиці на будь-якому етапі, будуть застосовані тайбрейкі в наступному порядку: 1. Класифікація в попередньому сезоні Топ 14 |                        |                        |          |       |         |         |            |                     |          |             |                |                 |      |
| Зелений фон (1 та 2 рядки) отримують пів-фінальні плей-офф місця і візьмуть участь у 2017-18 Європейському кубкові чемпіонів з регбі. Голубий фон (рядки від 3 до 6) здобудуть чвертьфінальні плей-офф місця і візьмуть участь у Кубку чемпіонів. Жовтий фон (7 рядок) авансують до плей-офф щоб отримати шанс позмагатись в Кубку чемпіонів. Білий фон вказує на команди, які здобули місце в Кубку Європи з регбі. Червоний фон (13 і 14 рядки) — команди будуть перенесені до Регбі Про Д2. Фінальна таблиця |                        |                        |          |       |         |         |            |                     |          |             |                |                 |      |
| | 2016–17 Топ 14 таблиця | watch · edit · discuss |          |       |         |         |            |                     |          |             |                |                 |      |

## Знамениті гравці

### Французькі гравці
| - Андре Альварез - Роберт Булон - Андре Беотегі - Крістіан Беласке - Анрі Беотегі - Ожен Біяк - Бенджамін Боє - Рено Бою - Моріс Сельє - Жан-Доже | - П'єр Доспіталь - Рішард Дурт - Бернар Дюпра - Фернан Форг - Жан-Мішель Гонзалез - Седрік Емонс - Жан Ірасабаль - Луї Лункуа - Поль Лабаді - Патріс Лажізке - Даніель Ларрешіа | - Фелікс - Скотт Спеддінг - Крістоф Ламезон - Крістіан Мейнену - Ремі Мартін - Лоран Пардо - Роланд Петріссон - Патрік Перї - Жак Ролле - Жан-Марі Усандісага |

### Міжнародні гравці
| - Філ Дейвіс - Джеймс Маклорен - Ватару Мурата - Майк Філліпс - Джо Рокококо |